# Ulises de la Cruz
Ulises de la Cruz (Piquiucho, Carchi, 8 de febrero de 1974) es un exfutbolista ecuatoriano. Su posición era la de lateral derecho, aunque también actuó de volante lateral por derecha. Ulises es considerado uno de los mejores laterales sudamericanos de la Premier League en sus tiempos.

## Trayectoria
Ulises Hernán de la Cruz Bernardo nació en Piquiucho perteneciente al cantón Bolívar, provincia de Carchi, Ecuador. Allí tiene una fundación, donde ha aportado a dicha comunidad una planta potabilizadora de agua, un centro médico y una cancha deportiva.
Su carrera empezó a los dieciséis años, cuando ingresó a las divisiones menores del Deportivo Quito, donde fue goleador en su categoría. En esos tiempos, Ulises jugaba de volante o delantero debido a la rapidez y habilidad que poseía. Ese mismo año, debutó en primera división, pero como lateral derecho. Fue convocado para la selección sub-17 y sub-20.
En 1995, pasó al Barcelona de Guayaquil. Ahí tuvo un desempeño irregular, aunque salió campeón. En 1996 se fue a las filas del Aucas, donde su desempeño fue mejor, fue figura y en 1997 fue contratado por la LDU. Con ese equipo, fue campeón nacional (1998) destacando notablemente y convirtiendo tres goles en la final de ese año ante Emelec. A mediados de 1999, fichó por el Cruzeiro de Brasil.  
En el 2001, fue comprado por el Hibernian de Escocia. En ese tiempo, brillaba en las eliminatorias de la Copa Mundial de Fútbol de 2002, donde fue considerado en el mejor lateral derecho de América. Con el equipo escocés, tuvo destacadas actuaciones, permaneciendo dos años en la institución. En el 2003, el Aston Villa de la Premier League lo incorporó a sus filas, donde ha hecho las mejores actuaciones de su carrera siendo titular durante algunos años.
Luego de la Copa Mundial de Fútbol de 2006, se fue al Reading. De la Cruz decidió establecerse en Inglaterra y jugó en el Birmingham City.  
En abril del 2009, retornó a su país natal para hacerse cargo de su fundación y buscar un equipo ecuatoriano para terminar su carrera. Es así que en junio volvió al equipo de sus amores LDU con el que ganó la Recopa Sudamericana y la Copa Sudamericana en 2009 y el Campeonato Nacional 2010.
En el 2013, es candidato a asambleísta de la provincia de Carchi por el movimiento PAIS, a pedido expreso del candidato presidencial a la reelección, Rafael Correa.

## Selección nacional
Ha sido internacional con la selección de fútbol de Ecuador en ciento uná ocasiones. Su debut fue el 28 de mayo de 1995 ante Japón en la Copa Kirin.

### Participaciones enCopas del Mundo
| Mundial                       | Sede                     | Resultado                | PJ | GA | Asis |
| ----------------------------- | ------------------------ | ------------------------ | -- | -- | ---- |
| Mundial de Corea y Japón 2002 | Corea del Sur y Japón    | Fase de grupos           | 3  | 0  | 0    |
| Mundial de Alemania 2006      | Alemania                 | Octavos de final         | 4  | 0  | 0    |
| Total en Copas del Mundo      | Total en Copas del Mundo | Total en Copas del Mundo | 7  | 0  | 0    |

### Participaciones enCopas América
| Torneo                 | Sede                   | Resultado              | PJ | GA | Asis |
| ---------------------- | ---------------------- | ---------------------- | -- | -- | ---- |
| Copa América 1997      | Bolivia                | Cuartos de final       | 3  | 0  | 0    |
| Copa América 1999      | Paraguay               | Fase de grupos         | 3  | 0  | 0    |
| Copa América 2001      | Colombia               | Fase de grupos         | 3  | 0  | 1    |
| Copa América 2004      | Perú                   | Fase de grupos         | 3  | 0  | 0    |
| Copa América 2007      | Venezuela              | Fase de grupos         | 2  | 0  | 0    |
| Total en Copas América | Total en Copas América | Total en Copas América | 14 | 0  | 1    |

### Participaciones enEliminatorias al Mundial
| Eliminatoria                                | Sede del Mundial       | Posición               | Resultado   | PJ | GA | Asis |
| ------------------------------------------- | ---------------------- | ---------------------- | ----------- | -- | -- | ---- |
| Eliminatorias Mundial de Francia 1998       | Francia                | 6°lugar 21pts          | Eliminado   | 4  | 0  | 0    |
| Eliminatorias Mundial de Corea y Japón 2002 | Corea del Sur y Japón  | 2°lugar 31pts          | Clasificado | 18 | 2  | 0    |
| Eliminatorias Mundial de Alemania 2006      | Alemania               | 3°lugar 28pts          | Clasificado | 16 | 2  | 0    |
| Eliminatorias Mundial de Sudáfrica 2010     | Sudáfrica              | 6°lugar 23pts          | Eliminado   | 3  | 0  | 0    |
| Total en Eliminatorias                      | Total en Eliminatorias | Total en Eliminatorias | 2/4         | 41 | 4  | 0    |

## Estadísticas
Datos actualizados a fin de carrera deportiva.
| Deportivo Quito · Ecuador |               |               |     |    |    |    |    |     |     |    |
| 1.ª | 1991          | 8             | 1   | -  | -  | -  | -  | 8   | 1   |    |
| 1.ª | 1992          | 12            | 1   | -  | -  | -  | -  | 12  | 1   |    |
| 1.ª | 1993          | 33            | 2   | -  | -  | -  | -  | 33  | 2   |    |
| 1.ª | 1994          | 33            | 2   | -  | -  | -  | -  | 33  | 2   |    |
| Total club | Total club    | 86            | 6   | 0  | 0  | 0  | 0  | 86  | 6   |    |
| Barcelona · Ecuador |               |               |     |    |    |    |    |     |     |    |
| 1.ª | 1995          | 14            | 0   | -  | -  | -  | -  | 14  | 0   |    |
| 1.ª | 2001          | 8             | 0   | -  | -  | -  | -  | 8   | 0   |    |
| Total club | Total club    | 22            | 0   | 0  | 0  | 0  | 0  | 22  | 0   |    |
| Aucas · Ecuador |               |               |     |    |    |    |    |     |     |    |
| 1.ª | 1996          | 32            | 3   | -  | -  | -  | -  | 32  | 3   |    |
| Total club | Total club    | 32            | 3   | 0  | 0  | 0  | 0  | 32  | 3   |    |
| Liga de Quito · Ecuador |               |               |     |    |    |    |    |     |     |    |
| 1.ª | 1997          | 37            | 4   | -  | -  | -  | -  | 37  | 4   |    |
| 1.ª | 1998          | 41            | 7   | -  | -  | -  | -  | 41  | 7   |    |
| 1.ª | 1999          | 22            | 4   | -  | -  | 7  | 2  | 29  | 6   |    |
| 1.ª | 2000          | 30            | 5   | -  | -  | 6  | 0  | 36  | 5   |    |
| 1.ª | 2009          | 16            | 0   | -  | -  | 12 | 2  | 26  | 2   |    |
| 1.ª | 2010          | 41            | 6   | -  | -  | 7  | 0  | 48  | 6   |    |
| 1.ª | 2011          | 32            | 6   | -  | -  | 15 | 0  | 47  | 6   |    |
| 1.ª | 2012          | 28            | 2   | -  | -  | -  | -  | 28  | 2   |    |
| Total club | Total club    | 247           | 34  | 0  | 0  | 47 | 4  | 294 | 38  |    |
| Cruzeiro · Brasil |               |               |     |    |    |    |    |     |     |    |
| 1.ª | 1999          | 4             | 0   | -  | -  | -  | -  | 4   | 0   |    |
| Total club | Total club    | 4             | 0   | 0  | 0  | 0  | 0  | 4   | 0   |    |
| Hibernian Escocia |               |               |     |    |    |    |    |     |     |    |
| 1.ª | 2001-02       | 32            | 2   | -  | -  | 2  | 0  | 34  | 2   |    |
| Total club | Total club    | 32            | 2   | 0  | 0  | 2  | 0  | 34  | 0   |    |
| Aston Villa Inglaterra |               |               |     |    |    |    |    |     |     |    |
| 1.ª | 2002-03       | 20            | 1   | 4  | 1  | -  | -  | 24  | 2   |    |
| 1.ª | 2003-04       | 28            | 0   | 4  | 0  | -  | -  | 32  | 0   |    |
| 1.ª | 2004-05       | 34            | 0   | 1  | 0  | -  | -  | 35  | 0   |    |
| 1.ª | 2005-06       | 7             | 0   | 1  | 0  | -  | -  | 8   | 0   |    |
| Total club | Total club    | 89            | 1   | 10 | 1  | 0  | 0  | 99  | 2   |    |
| Reading Inglaterra |               |               |     |    |    |    |    |     |     |    |
| 1.ª | 2006-07       | 9             | 1   | 6  | 0  | -  | -  | 15  | 1   |    |
| 1.ª | 2007-08       | 6             | 0   | 4  | 0  | -  | -  | 10  | 0   |    |
| Total club | Total club    | 15            | 1   | 10 | 0  | 0  | 0  | 25  | 1   |    |
| Birmingham City Inglaterra |               |               |     |    |    |    |    |     |     |    |
| 2.ª | 2008          | 1             | 0   | -  | -  | -  | -  | 1   | 0   |    |
| Total club | Total club    | 1             | 0   | 0  | 0  | 0  | 0  | 1   | 0   |    |
| Total carrera | Total carrera | Total carrera | 528 | 47 | 20 | 1  | 49 | 4   | 597 | 52 |
| (2) Incluye datos de la FA Cup (2002-03, 2003-04, 2006-07, 2007-08); Copa de la Liga de Inglaterra (2002-03, 2003-04, 2004-05, 2005-06, 2006-07, 2007-08). (2) Incluye datos de la Copa Libertadores (1999, 2000, 2011); Liga Europa de la UEFA (2001-02); Recopa Sudamericana (2009, 2010); Copa Sudamericana (2009, 2010, 2011). (3) No incluye goles en partidos amistosos. |               |               |     |    |    |    |    |     |     |    |

### Selección nacional
| Selección          | Año   | Amistoso | Amistoso | Copa América | Copa América | Eliminatorias | Eliminatorias | Mundial | Mundial | Total | Total |
| Selección          | Año   | PJ       | G        | PJ           | G            | PJ            | G             | PJ      | G       | PJ    | G     |
| ------------------ | ----- | -------- | -------- | ------------ | ------------ | ------------- | ------------- | ------- | ------- | ----- | ----- |
| Absoluta · Ecuador | 1995  | 2        | 0        | -            | -            | -             | -             | -       | -       | 2     | 0     |
| Absoluta · Ecuador | 1997  | 3        | 0        | 3            | 0            | 4             | 0             | -       | -       | 10    | 0     |
| Absoluta · Ecuador | 1998  | 1        | 1        | -            | -            | -             | -             | -       | -       | 1     | 1     |
| Absoluta · Ecuador | 1999  | 8        | 0        | 3            | 0            | -             | -             | -       | -       | 11    | 0     |
| Absoluta · Ecuador | 2000  | 2        | 0        | -            | -            | 10            | 1             | -       | -       | 12    | 1     |
| Absoluta · Ecuador | 2001  | 1        | 0        | 3            | 0            | 8             | 1             | -       | -       | 12    | 0     |
| Absoluta · Ecuador | 2002  | 6        | 0        | -            | -            | -             | -             | 3       | 0       | 9     | 0     |
| Absoluta · Ecuador | 2003  | 3        | 0        | -            | -            | 4             | 0             | -       | -       | 7     | 0     |
| Absoluta · Ecuador | 2004  | -        | -        | 3            | 0            | 6             | 1             | -       | -       | 9     | 1     |
| Absoluta · Ecuador | 2005  | 2        | 0        | -            | -            | 7             | 1             | -       | -       | 9     | 1     |
| Absoluta · Ecuador | 2006  | 3        | 0        | -            | -            | -             | -             | 4       | 0       | 7     | 0     |
| Absoluta · Ecuador | 2007  | 5        | 1        | 2            | 0            | 2             | 0             | -       | -       | 9     | 1     |
| Absoluta · Ecuador | 2008  | -        | -        | -            | -            | 1             | 0             | -       | -       | 1     | 0     |
| Absoluta · Ecuador | 2010  | 2        | 0        | -            | -            | -             | -             | -       | -       | 2     | 0     |
| Absoluta · Ecuador | Total | 38       | 2        | 14           | 0            | 42            | 4             | 7       | 0       | 101   | 6     |

### Resumen estadístico
| Competición           | Encuentros | Goles | Promedio |
| --------------------- | ---------- | ----- | -------- |
| Primera división      | 527        | 47    | 0,08     |
| Segunda división      | 1          | 0     | 0,00     |
| Copas nacionales      | 20         | 1     | 0,05     |
| Copas internacionales | 49         | 4     | 0,08     |
| Selección de Ecuador  | 101        | 6     | 0,05     |
| Total                 | 698        | 58    | 0,08     |

## Palmarés

### Campeonatos nacionales
| Título       | Club          | País       | Año     |
| ------------ | ------------- | ---------- | ------- |
| Serie A      | Barcelona SC  | Ecuador    | 1995    |
| Serie A      | Liga de Quito | Ecuador    | 1998    |
| Serie A      | Liga de Quito | Ecuador    | 1999    |
| Championship | Reading       | Inglaterra | 2005-06 |
| Serie A      | Liga de Quito | Ecuador    | 2010    |

### Copas internacionales
| Título              | Club          | País    | Año  |
| ------------------- | ------------- | ------- | ---- |
| Recopa Sudamericana | Liga de Quito | Ecuador | 2009 |
| Copa Sudamericana   | Liga de Quito | Ecuador | 2009 |
| Recopa Sudamericana | Liga de Quito | Ecuador | 2010 |

## Trabajo caritativo
Nacido en Piquiucho, un pequeño pueblo en el valle del Chota, una de las regiones más pobres de Ecuador, De la Cruz creó la organización benéfica  Amigos de FundeCruz para financiar una serie de proyectos al servicio de la comunidad local, a la que dona alrededor del 10 % de su salario. Friends of FundeCruz también es una organización benéfica británica registrada. En uno de los partidos de Reading, se pidió a los fanáticos que donaran dinero a su fondo y él recaudó algunos miles de libras. También se recaudaría dinero en la Ruta del Sol en febrero de 2008. La fundación financia, entre otras cosas, una planta de tratamiento de agua, un centro de salud y un campo de deportes. De la Cruz ha sido nombrado embajador de Unicef.